# Sven Hanavald
Sven Hanavald je bivši nemački ski skakač. Osvajač je tri medalje na olimijskim igrama u Solt Lejku. Takođe je i pobednik turneje četiri skakaonice i jedini koji je pobedio na sva četiri takmičenja na turneji u istoj sezoni.

## Spoljašnje veze
- Zvanični sajt